# Всероссийский крестьянский союз
Всеросси́йский крестья́нский сою́з — массовая революционная организация, объединявшая крестьянство и сельскую интеллигенцию, возникшая в разгар революции 1905—1907 годов в России.

## История возникновения
Весной 1905 года московским губернатором была предпринята попытка призвать некоторые крестьянские общества Московской губернии к составлению патриотических адресов с выражением готовности продолжать русско-японскую войну. Эта инициатива привела к обратному результату — многие общества подмосковных крестьян начали составлять письма противоположного содержания. Под влиянием некоторых членов партии эсеров в мае 1905 года был организован крестьянский съезд в Москве для того, чтобы договориться и согласовать усилия в этом направлении. В этот период в России состоялось несколько подобных других профессиональных съездов. На московском съезде был образован Крестьянский союз Московской губернии. В течение лета 1905 года подобные же союзы возникли и в других губерниях Российской империи.

## Учредительный съезд
С 31 июля по 1 августа 1905 года в Москве был проведён Учредительный (он же первый) съезд Всероссийского крестьянского союза. Он прошёл нелегально, делегаты собирались на частных квартирах. Среди них были представители крестьянских союзов 22 губерний, в основном, центральных и чисто русских. На съезде было более 100 человек, в том числе около 25 сельских интеллигентов (эсеров, освобожденцев и несколько социал-демократов).
Съезд провозгласил себя первым Учредительным съездом всероссийского Крестьянского союза. Им была определена структура Всероссийского крестьянского союза: включавшая периодический проводимые съезды (Всероссийские, областные, губернские) и комитеты (Главный, губернские, уездные, волостные и сельские). Съезд избрал Главный комитет, включивший 8 человек (С. П. и В. П. Мазуренко, В. Ф. Краснова, С. В. Курнина, Ф. Медведева, А. Овчаренко, Г. Н. Шапошникова, Хомутова), а также «Центральное бюро содействия» в составе С. М. Блеклова, А. П. Левицкого, А. Ф. Стааля, В. Г. Тана-Богораза, А. В. Тесленко.
Участники съезда признали необходимым созыв Учредительного собрания, избранного всеобщим прямым, равным и тайным голосованием, единогласно было принято требование права голоса для женщин; возрастной ценз определён большинством голосов в 20 лет; идея двухстепенных выборов вызвала решительный протест. Далее, решено требовать обязательного и бесплатного обучения, причём школы должны быть светскими; преподавание Закона Божьего было признано необязательным; преподавание должно было вестись на местных национальных языках; срок обучения должен был составлять не менее 5 лет. Местное самоуправление должно быть широко развито и построено на принципе всеобщего голосования. Съезд выступил за национализацию земли и отмену частной земельная собственности; монастырские, церковные, удельные, кабинетские и государственные земли должны были быть отобраны без выкупа; у частных владельцев земля должна быть отобрана частью за вознаграждение, частью без вознаграждения; условия национализации земли должны быть определены учредительным собранием. Программа съезда была весьма близка к программе партии социалистов-революционеров.
Предложение представителя РСДРП А. В. Шестакова внести в резолюцию пункт о демократической республике было отклонено. Руководство Союза и большинство делегатов были сторонниками мирных средств и выступали против вооруженной борьбы.
По материалам учредительного съезда главным комитетом Всероссийского Крестьянского союза была издана брошюра: «Учредительный съезд Всероссийского Крестьянского союза. Протокол» (Москва, 1905). В том же 1905 году в Петербурге было осуществлено тоже в виде брошюры и другое издание того же протокола. Хотя в этом издании присутствовали некоторые любопытные подробности, которых не было в первой брошюре, но комитет Крестьянского союза взял на себя ответственность только за первое, официальное издание.

## Делегатский съезд
С 6 по 10 ноября 1905 года в новых политических условиях, то есть легально в Москве проходил первый очередной (или второй) съезд (или делегатское совещание) Крестьянского союза. заседания проводились в здании земледельческого училища. Присутствовало 187 делегатов (в том числе 145 крестьян) из 27 губерний, в том числе делегаты от Белоруссии, совершенно отсутствовавшие на первом съезде. Среди делегатов было большое число сельских интеллигентов. Общий тон, господствовавший на съезде, был ещё гораздо более радикальный, чем на учредительном съезде. В том числе было решено:
1. Не представлять сельских и волостных приговоров на утверждение земских начальников, а приводить их в исполнение по постановлениям сходов.
2. Ни по каким делам к земским начальникам не обращаться.
3. Не давать чиновникам и полиции подвод, квартир, дорожных денег, не посылать сотских и десятских по требованиям властей.
4. Сменить все местные крестьянские власти (старшин, старост, писарей) и выбрать новых, причём выбирать всеобщим прямым, равным и тайным голосованием, наделяя правом голоса всех проживающих в волости, без различия пола, народности, вероисповедания и сословия.
5. Не платить податей и налогов.
6. Отказываться от показаний на допросах.
7. По достижении народом власти настаивать на платеже % по всем государственным займам, заключенным до 10 ноября 1905 года, но считать незаконными и не подлежащими возврату все займы, которые будут заключены правительством после 10 ноября до созыва Учредительного собрания.

## Дальнейшая деятельность во время первой русской революции
По неполным данным к октябрю-декабрю 1905 в Европейской части России было уже 470 волостных и сельских организаций Всероссийского крестьянского союза, объединявших до 200 тысяч человек. Организации возникли также в Сибири и на Дальнем Востоке.
В конце 1905 года прошли несколько областных, 10 губернских и 30 уездных съездов Крестьянского союза. Некоторые Съезды выдвинули программу вооружённого захвата помещичьих земель. Местные организации Союза в районах массовых крестьянских волнений (Украина, Поволжье, Центр Европейской части) играли роль революционных Крестьянски комитетов.
В марте 1906 в Москве прошёл нелегальный съезд Союза, на нём были представлены 18 губерний.
С началом работы 1-й Государственной Думы деятельность Союза сосредоточилась вокруг «Трудовой группы». Комитеты Союза стали рассматриваться как низовые органы группы, поддерживающие её наказами и агитацией в крестьянстве. В мае 1906 в Гельсингфорсе было проведено Совещание Союза, которое одобрило эту тактику и приняло решение о подготовке в союзе с революционными партиями вооружённого восстания.
Крестьянский Союз принял участие в выборах во Вторую Думу и провёл туда несколько своих членов, которые присоединились в ней к Трудовой группе.
Отдельные члены Союза были подвергнуты политическим преследованиям ещё в 1905 году. Против самого Союза репрессии начались в 1906 году, были арестованы организаторы Союза Аникин, профессор Аничков, Мазуренко и другие. Некоторое время продолжала действовать бюро Союза, однако и его деятельность постепенно затихала и окончательно прекратилась к концу 1908 года. Аресты за принадлежность в Всероссийскому Крестьянскому Союзу продолжались ещё в 1914 году. Отдельные представители данной организации за границей образовали заграничное бюро Крестьянского союза, в него вошли и меньшевики.

## Возобновление деятельности Всероссийского крестьянского союза в 1917 году

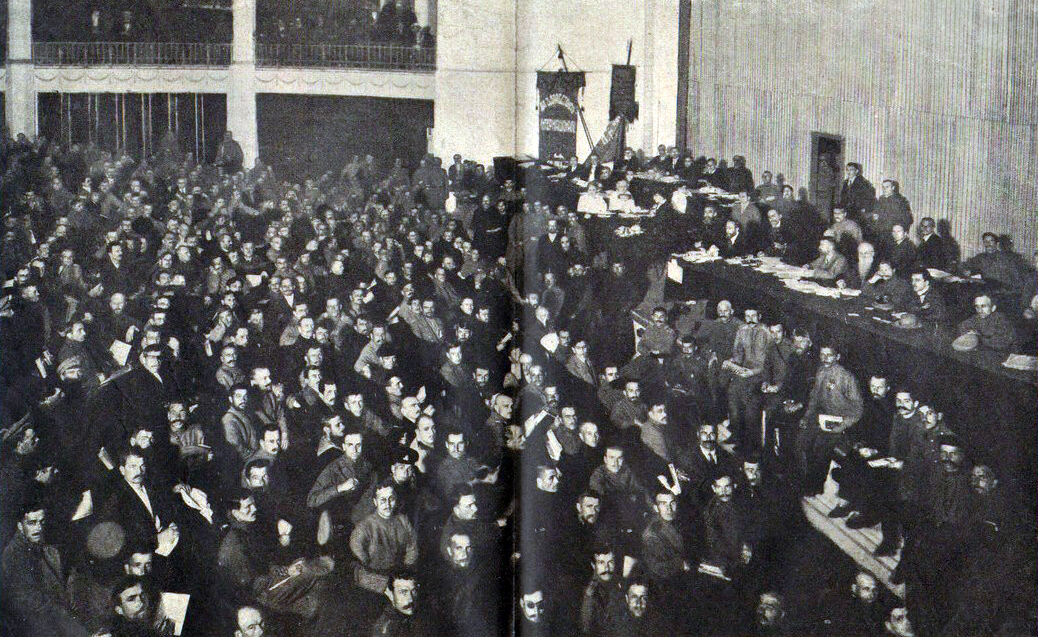
Первый Крестьянский съезд, май 1917 года.

Деятельность Всероссийского крестьянского союза возобновилась после Февральской революции 1917 года. В марте часть бывших руководителей Союза, представителей партий народных социалистов, эсеров, меньшевиков, кооперативного движения образовали Главный комитет. 12(25) марта 1917 Главный комитет опубликовал воззвание с призывом к крестьянам поддержать Временное правительство, приостановить захваты помещичьих земель и поддержать продолжение войны.
С 31 июля — 6 августа (13 — 19 августа) состоялся съезд Союза. в Москве. На нём присутствовало 316 делегатов от 33 губерний и областей Европейской России и Сибири и 34 делегата воинских частей. На съезде произошёл раскол. Представители Всероссийского и Московского советов крестьянских депутатов, где доминировали эсеры, обвинили Главный комитет Всероссийского крестьянского союза в разрушении единства и создании второй, параллельной Советам, крестьянской организации. Сторонники крестьянских советов, а с ними и значительная часть делегатов покинула съезд.
На съезде остались 120—140 делегатов. Они приняли новый устав, объявивший Всероссийский крестьянский союз «широкой профессионально-политической организацией крестьянства», подчеркивалось, что Крестьянские Советы являются по сути эсеровской организацией. Был избран Главный комитет из 25 человек (с председателем С. П. Мазуренко). В программу Союза входила социализация земли с переходом её в безвозмездное пользование народа; выкуп помещичьих земель предусматривался в непрямой форме, а именно в виде оплата закладных на землю государством. Окончательное решение земельного вопроса предоставлялось Учредительному собранию. Съезд выступил против захватов помещичьих земель, поддержал Временное правительство, призвал к оборонческой политике, поддержал роспуск финляндского сейма.
В апреле — октябре 1917 года публиковалась газета «Голос Крестьянского союза», печатный орган Всероссийского крестьянского союза.
В советское время Союз прекратил существование.